# Distrito de Hajdúböszörmény
El distrito de Hajdúböszörmény (húngaro: Hajdúböszörményi járás) es un distrito húngaro perteneciente al condado de Hajdú-Bihar.
En 2013 tiene 40 424 habitantes. Su capital es Hajdúböszörmény.

## Municipios
El distrito tiene únicamente 2 ciudades (en negrita) y no alberga ningún municipio rural en su territorio. Las dos ciudades son
(población a 1 de enero de 2012):
- Hajdúböszörmény (31 306) – la capital
- Hajdúdorog (8888)